# Lago Dickson
El lago Dickson es un lago glaciar del sur de la Patagonia localizado en el campo de hielo Patagónico Sur, que desde 1998 se transformó en un lago internacional al ser atravesado por el límite internacional entre Argentina y Chile a causa del retroceso del glaciar Dickson. Hasta ese año el lago Dickson se encontraba íntegramente en territorio de Chile, en el extremo norte del parque nacional Torres del Paine de la región de Magallanes y de la Antártica Chilena, pero se unificó con un lago que comenzó a formarse en la década de 1980 por represamiento del deshielo de los glaciares Dickson, Cubo (o Cincuentenario) y Frías (o Grande). Ese lago quedó del lado argentino cuando se firmó el Acuerdo para precisar el recorrido del límite desde el Monte Fitz Roy hasta el Cerro Daudet de 1998, en un sector adyacente al parque nacional Los Glaciares, pero sin formar parte de él.
Actualmente el lago Dickson es alimentado por los glaciares Dickson, Cubo y Frías, y está drenado por el río Paine de la cuenca del océano Pacífico. La única población en sus orillas es el Retén Fronterizo Temporal Lago Dickson de Carabineros de Chile, con 4 ocupantes. Las Torres del Paine se hallan 10 km al sur del lago Dickson.

## Toponimia
El lago lleva el nombre del oficial demarcador británico capitán Bertram Dickson, que actuó como perito para dirimir la disputa limítrofe resuelta por el rey Eduardo VII de Inglaterra en 1902. Otras fuentes afirman que el nombre se lo dio el explorador Otto Nordenskjöld cuando expedicionó en la región en el verano de 1895-1896, para homenajear a su mecenas, el barón Dickson.

## Retroceso glacial
Cuando el área fue explorada por Nordenskjöld en 1895 el glaciar Dickson se bifurcaba en dos brazos al sur del cerro Cubo, cada de uno de los cuales era tributario de los océanos Atlántico (brazo norte) y Pacífico (brazo sur). El brazo norte se unía con los glaciares Cubo y Frías, alimentando en conjunto al lago Frías que drena sus aguas en el lago Argentino. El acuerdo de 1998 dejó el brazo norte del lado argentino de la frontera y el brazo sur del lado chileno. El brazo sur avanzaba 4,5 km y finalizaba en el lago Dickson, en un valle entre los cerros Stokes y Daudet. Hasta la firma del acuerdo Chile reclamaba que el límite internacional pasaba por los cerros Cubo, Frías y Daudet (2,5 km al norte del límite actual en el lago), mientras que Argentina lo hacía pasar entre los cerros Stokes y Daudet (aproximadamente en el límite actual en el lago). 
Ambos brazos del glaciar Dickson retrocedieron durante el siglo XX en conjunción con el retroceso de los glaciares Cubo y Frías, por lo que para 1982 se hallaba ya formado un lago en el área de retroceso del brazo norte comenzando en la confluencia con esos glaciares. Para 1998 el brazo norte había desaparecido casi por completo y el represamiento que se sostenía en el brazo sur del glaciar Dickson se rompió unificándose ambos lagos. El glaciar Dickson dejó de tributar hacia la cuenca atlántica y los deshielos de los glaciares Cubo y Frías pasaron a drenar hacia el lago Dickson, por lo que este último glaciar pasó a ser tributario de ambos océanos.
De esta forma el lago Dickson duplicó la extensión de 7,5 km que tenía en 1895 y se convirtió en un lago binacional. El espejo de agua actual se extiende unos 17 km en dirección aproximada norte-sur, de los cuales unos 5 km están del lado argentino, que podría aumentar su tamaño al continuar el retroceso glaciar. Su ancho oscila mayormente entre 1 y 1,5 km, no llegando a los 2 km en su parte más gruesa.